# غوردون بيلامي
غوردون بيلامي (بالإنجليزية: Gordon Bellamy)‏ هو شخصية أعمال أمريكي، ولد في 9 نوفمبر 1970 في واشنطن العاصمة في الولايات المتحدة.